# 16e étape du Tour de France 2019
Pour un article plus général, voir Tour de France 2019.
La 16e étape du Tour de France 2019 se déroule le mardi 23 juillet 2019 autour de Nîmes, sur un parcours peu vallonné de 177 kilomètres et sous une forte chaleur. Une échappée de cinq coureurs est reprise peu avant l'arrivée et l'étape est finalement remportée au sprint par l'Australien Caleb Ewan. L'étape est marquée par l'abandon sur chute d'un des favoris, Jakob Fuglsang alors 9e du classement général. Les premiers des classements restent les mêmes à l'issue de l'étape : Julian Alaphilippe pour le général, Peter Sagan pour les points, Tim Wellens pour la montagne, Egan Bernal pour le meilleur jeune et Movistar pour le classement par équipes. Alexis Gougeard, un des cinq échappés, est élu le plus combatif du jour.

## Parcours de l'étape

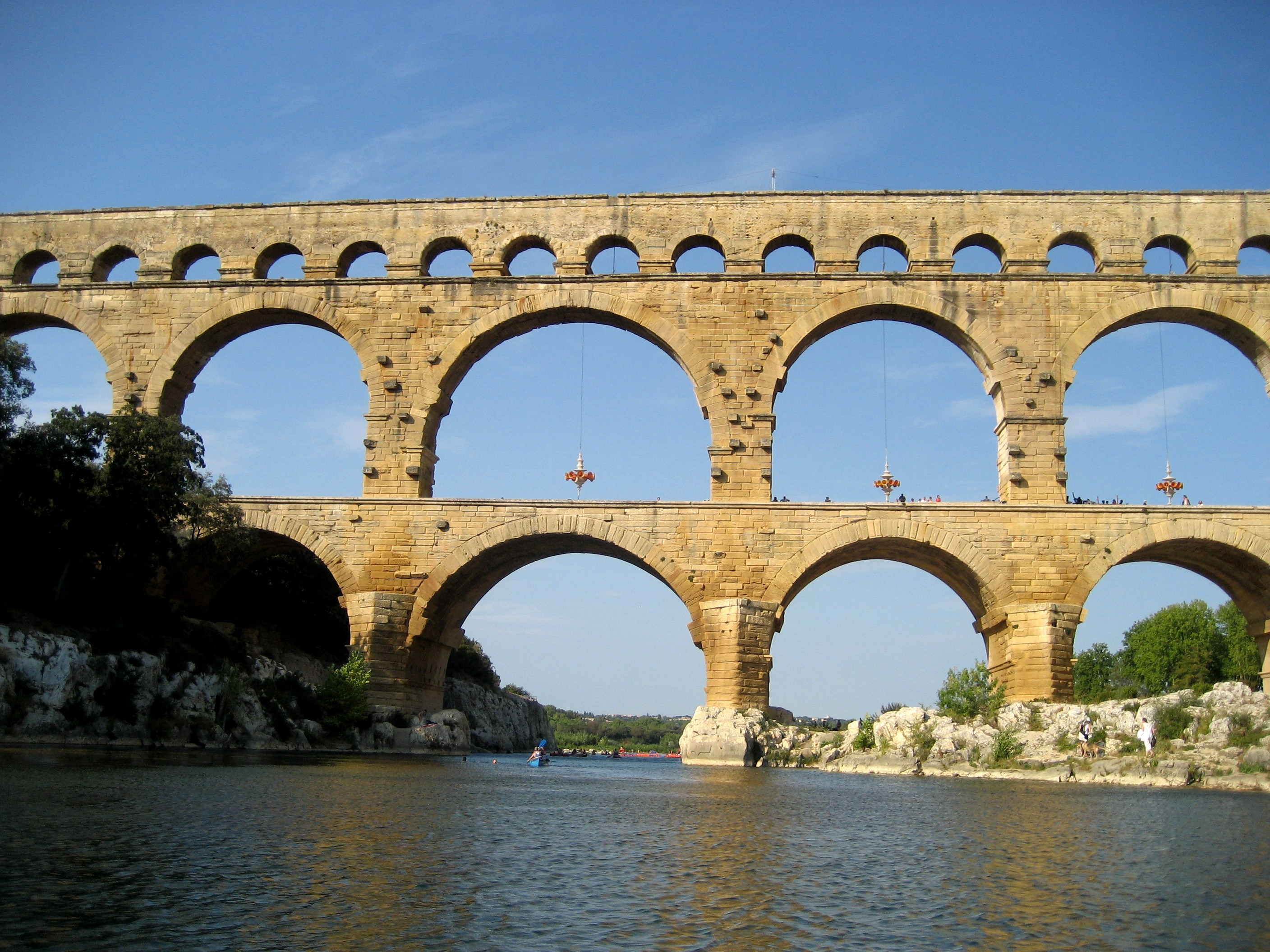
L'étape emprunte le pont du Gard.

Cette étape en boucle de 177 km autour de Nîmes est intégralement tracée dans le Gard. Après le départ de Nîmes, les coureurs passent par Remoulins, le pont du Gard (un privilège exceptionnel puisque ce site n'est normalement pas ouvert à la circulation routière), Connaux, Vallérargues où se situe le sprint intermédiaire (km 65), Alès, la côte de Saint-Jean-du-Pin (1,8 km à 4,2 %) répertoriée pour le classement de la montagne en 4e catégorie, Anduze, Lédignan, Moussac, Uzès, le pont Saint-Nicolas de Campagnac et enfin l'arrivée à Nîmes.

## Favoris de l'étape
L'étape est normalement promise aux sprinteurs mais, fatiguées par les Pyrénées, les équipes de sprinteurs comme la Jumbo-Visma ont une capacité moindre à contrôler une échappée par rapport à la première partie du Tour. Cette étape est la dernière chance pour les sprinteurs avant l'étape des Champs-Elysées. Après leurs succès dans un sprint massif dans les étapes précédentes, Mike Teunissen, Dylan Groenewegen, Elia Viviani et Caleb Ewan sont les favoris de cette étape. Les favoris pour le classement général doivent rester concentrés pour ne pas perdre de temps car des zones de vent, notamment en arrivant à Uzès (km 148,5), pourraient créer des coups de bordures.

## Déroulement de la course

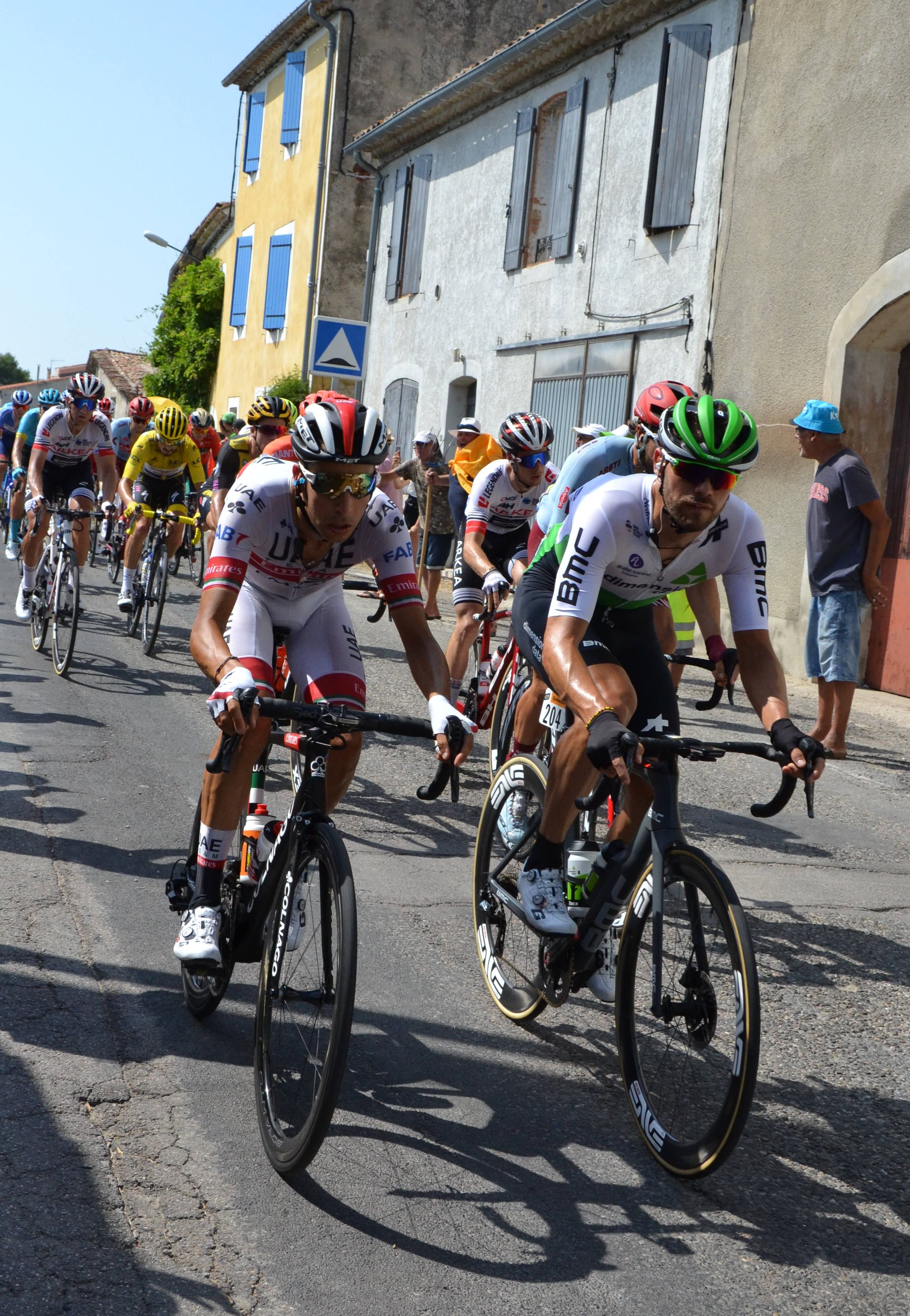
Passage du peloton à Lédignan.

L'étape se déroule sous une forte chaleur avec des températures de 37 à 40 °C. Alexis Gougeard (AG2R) et Stéphane Rossetto (Cofidis) initient une échappée dès le premier kilomètre avant d'être rejoints par Łukasz Wiśniowski (CCC), Paul Ourselin (Total Direct Énergie) et Lars Bak (Dimension Data). L’échappée des 5 coureurs est étroitement contrôlée  par les équipes de sprinteurs, en particulier les formations Lotto-Soudal, Jumbo-Visma et UAE, qui leur laissent au maximum 2 min 15 s d'avance. À environ 130 km de l'arrivée, Geraint Thomas (Ineos) le 2e du classement général et vainqueur du Tour 2018, connait une alerte lorsqu'il heurte un trottoir et chute. La chute est sans gravité, il repart rapidement après un changement de vélo.
Au sprint intermédiaire de Vallérargues (km 65), le peloton n'est déjà plus qu'à 1 min 15 s des attaquants. Bak passe en tête à ce sprint devant Rosseto, Ourselin, Wisniowski et Gougeard ; parmi les coureurs du peloton luttant pour le maillot vert c'est Elia Viviani (Deceuninck-Quick Step) qui passe le premier devant Michael Mørkøv (Deceuninck-Quick Step), Sonny Colbrelli (Bahrain-Merida) et Peter Sagan (Bora-Hansgrohe) le leader du classement par points. Bak passe le premier au sommet de la côte de Saint-Jean-du-Pin (km 96) et remporte le seul point attribué sans aucun changement pour le classement de la montagne.
À 50 kilomètres de l'arrivée, la route change de direction et le rythme du peloton s’accélère sous l'impulsion des équipes de leaders qui viennent se placer à l'avant pour éviter de se faire piéger par le vent susceptible de créer des bordures. En conséquence, l'écart de l'échappée tombe rapidement aux alentours de 30 secondes.
À une trentaine de kilomètres de l'arrivée dans la traversée d'Uzès, Jakob Fuglsang (Astana) un des favoris du Tour et 9e du classement général, chute lourdement et est contraint d'abandonner.
L'échappée est reprise à moins de 3 kilomètres de l'arrivée à Nîmes, l'étape se joue donc comme prévu au sprint. Elia Viviani (Deceuninck-Quick Step) semble être le mieux parti bien emmené par ses coéquipiers mais Caleb Ewan (Lotto-Soudal) revient fort pour s'imposer sur la ligne et gagner sa deuxième victoire d'étape sur ce Tour après celle de Toulouse lors de la onzième étape. Derrière ces deux coureurs, les trois suivants sont, dans l'ordre, Dylan Groenewegen (Jumbo-Visma), Peter Sagan (Bora-Hansgrohe) et Niccolò Bonifazio (Total Direct Énergie),,,. Alexis Gougeard, un des initiateurs de l'échappée, est élu le plus combatif du jour.
Nairo Quintana (12e au général), pris dans une cassure dans le final, et Roman Kreuziger (14e au général), qui a chuté à quelques kilomètres de l'arrivée, perdent une minute sur le groupe des favoris ce qui les éloigne un peu plus du top 10 au classement général.

## Résultats

### Classement de l'étape

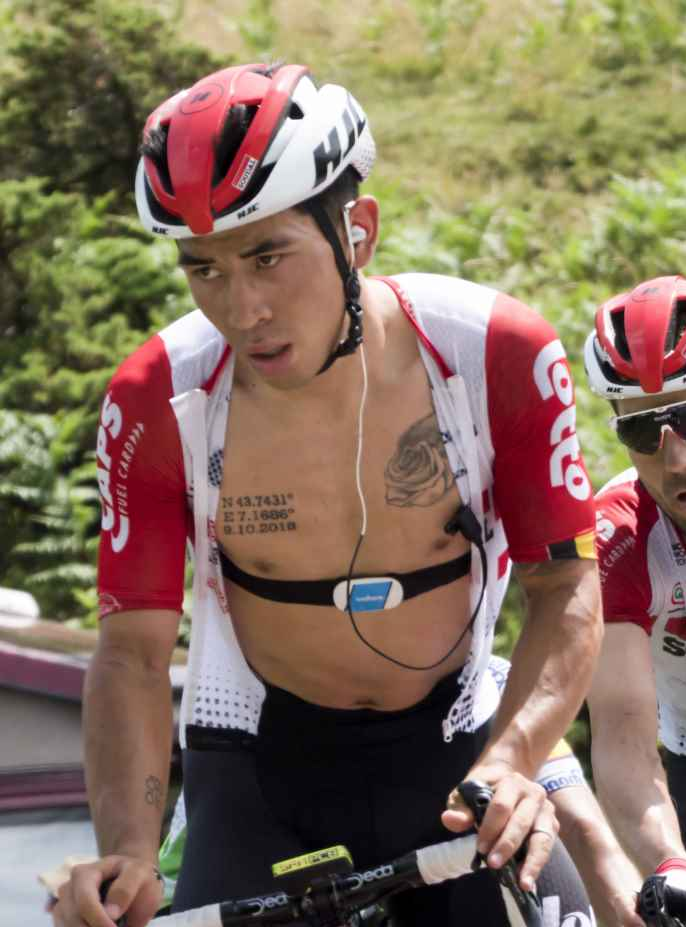
Caleb Ewan, le vainqueur de l'étape.

| Classement de la 16e étape | Classement de la 16e étape | Classement de la 16e étape | Classement de la 16e étape | Classement de la 16e étape |
|                            | Coureur                    | Pays                       | Équipe                     | Temps                      |
| -------------------------- | -------------------------- | -------------------------- | -------------------------- | -------------------------- |
| 1er                        | Caleb Ewan                 | Australie                  | Lotto-Soudal               | en 3 h 57 min 8 s          |
| 2e                         | Elia Viviani               | Italie                     | Deceuninck-Quick Step      | + 0 s                      |
| 3e                         | Dylan Groenewegen          | Pays-Bas                   | Jumbo-Visma                | + 0 s                      |
| 4e                         | Peter Sagan                | Slovaquie                  | Bora-Hansgrohe             | + 0 s                      |
| 5e                         | Niccolò Bonifazio          | Italie                     | Total Direct Énergie       | + 0 s                      |
| 6e                         | Michael Matthews           | Australie                  | Sunweb                     | + 0 s                      |
| 7e                         | Matteo Trentin             | Italie                     | Mitchelton-Scott           | + 0 s                      |
| 8e                         | Jasper Stuyven             | Belgique                   | Trek-Segafredo             | + 0 s                      |
| 9e                         | Alexander Kristoff         | Norvège                    | UAE Emirates               | + 0 s                      |
| 10e                        | Andrea Pasqualon           | Italie                     | Wanty-Gobert               | + 0 s                      |
| modifier                   |                            |                            |                            |                            |

### Points attribués
| Sprint intermédiaire Vallérargues (km 65) | Sprint intermédiaire Vallérargues (km 65) | Sprint intermédiaire Vallérargues (km 65) | Sprint intermédiaire Vallérargues (km 65) | Sprint intermédiaire Vallérargues (km 65) |
| ----------------------------------------- | ----------------------------------------- | ----------------------------------------- | ----------------------------------------- | ----------------------------------------- |
|                                           | Coureur                                   | Pays                                      | Équipe                                    | Point(s)                                  |
| 1er                                       | Lars Bak                                  | Danemark                                  | Dimension Data                            | 20                                        |
| 2e                                        | Stéphane Rossetto                         | France                                    | Cofidis                                   | 17                                        |
| 3e                                        | Paul Ourselin                             | France                                    | Total Direct Énergie                      | 15                                        |
| 4e                                        | Łukasz Wiśniowski                         | Pologne                                   | CCC                                       | 13                                        |
| 5e                                        | Alexis Gougeard                           | France                                    | AG2R La Mondiale                          | 11                                        |
| 6e                                        | Elia Viviani                              | Italie                                    | Deceuninck-Quick Step                     | 10                                        |
| 7e                                        | Michael Mørkøv                            | Danemark                                  | Deceuninck-Quick Step                     | 9                                         |
| 8e                                        | Sonny Colbrelli                           | Italie                                    | Bahrain-Merida                            | 8                                         |
| 9e                                        | Peter Sagan                               | Slovaquie                                 | Bora-Hansgrohe                            | 7                                         |
| 10e                                       | Thomas De Gendt                           | Belgique                                  | Lotto-Soudal                              | 6                                         |
| 11e                                       | Matej Mohorič                             | Slovénie                                  | Bahrain-Merida                            | 5                                         |
| 12e                                       | Maxime Monfort                            | Belgique                                  | Lotto-Soudal                              | 4                                         |
| 13e                                       | Tony Martin                               | Allemagne                                 | Jumbo-Visma                               | 3                                         |
| 14e                                       | Vegard Stake Laengen                      | Norvège                                   | UAE Emirates                              | 2                                         |
| 15e                                       | Laurens De Plus                           | Belgique                                  | Jumbo-Visma                               | 1                                         |
| modifier                                  |                                           |                                           |                                           |                                           |

| Arrivée d'étape Nîmes (km 177) | Arrivée d'étape Nîmes (km 177) | Arrivée d'étape Nîmes (km 177) | Arrivée d'étape Nîmes (km 177) | Arrivée d'étape Nîmes (km 177) |
| ------------------------------ | ------------------------------ | ------------------------------ | ------------------------------ | ------------------------------ |
|                                | Coureur                        | Pays                           | Équipe                         | Point(s)                       |
| 1er                            | Caleb Ewan                     | Australie                      | Lotto-Soudal                   | 50                             |
| 2e                             | Elia Viviani                   | Italie                         | Deceuninck-Quick Step          | 30                             |
| 3e                             | Dylan Groenewegen              | Pays-Bas                       | Jumbo-Visma                    | 20                             |
| 4e                             | Peter Sagan                    | Slovaquie                      | Bora-Hansgrohe                 | 18                             |
| 5e                             | Niccolò Bonifazio              | Italie                         | Total Direct Énergie           | 16                             |
| 6e                             | Michael Matthews               | Australie                      | Sunweb                         | 14                             |
| 7e                             | Matteo Trentin                 | Italie                         | Mitchelton-Scott               | 12                             |
| 8e                             | Jasper Stuyven                 | Belgique                       | Trek-Segafredo                 | 10                             |
| 9e                             | Alexander Kristoff             | Norvège                        | UAE Emirates                   | 8                              |
| 10e                            | Andrea Pasqualon               | Italie                         | Wanty-Gobert                   | 7                              |
| 11e                            | Jens Debusschere               | Belgique                       | Katusha-Alpecin                | 6                              |
| 12e                            | Edvald Boasson Hagen           | Norvège                        | Dimension Data                 | 5                              |
| 13e                            | Sonny Colbrelli                | Italie                         | Bahrain-Merida                 | 4                              |
| 14e                            | Maximiliano Richeze            | Argentine                      | Deceuninck-Quick Step          | 3                              |
| 15e                            | André Greipel                  | Allemagne                      | Arkéa-Samsic                   | 2                              |
| modifier                       |                                |                                |                                |                                |

|   | \| \| Coureur \| Pays \| Équipe \| Bonifications \| \| - \| ----------------- \| --------- \| --------------------- \| ------------- \| \| 1 \| Caleb Ewan \| Australie \| Lotto-Soudal \| 10 s \| \| 2 \| Elia Viviani \| Italie \| Deceuninck-Quick Step \| 6 s \| \| 3 \| Dylan Groenewegen \| Pays-Bas \| Jumbo-Visma \| 4 s \| |           |                       |               |
|   | Coureur | Pays      | Équipe                | Bonifications |
| 1 | Caleb Ewan | Australie | Lotto-Soudal          | 10 s          |
| 2 | Elia Viviani | Italie    | Deceuninck-Quick Step | 6 s           |
| 3 | Dylan Groenewegen | Pays-Bas  | Jumbo-Visma           | 4 s           |

### Cols et côtes
| \| Côte de Saint-Jean-du-Pin (km 96) 4e catégorie (1,8km à 4,2%) \| Côte de Saint-Jean-du-Pin (km 96) 4e catégorie (1,8km à 4,2%) \| Côte de Saint-Jean-du-Pin (km 96) 4e catégorie (1,8km à 4,2%) \| Côte de Saint-Jean-du-Pin (km 96) 4e catégorie (1,8km à 4,2%) \| Côte de Saint-Jean-du-Pin (km 96) 4e catégorie (1,8km à 4,2%) \| \| ------------------------------------------------------------- \| ------------------------------------------------------------- \| ------------------------------------------------------------- \| ------------------------------------------------------------- \| ------------------------------------------------------------- \| \| \| Coureur \| Pays \| Équipe \| Point(s) \| \| 1er \| Lars Bak \| Danemark \| Dimension Data \| 1 \| \| modifier \| \| \| \| \| |          |          |                |          |
| Côte de Saint-Jean-du-Pin (km 96) 4e catégorie (1,8km à 4,2%) |          |          |                |          |
| | Coureur  | Pays     | Équipe         | Point(s) |
| 1er | Lars Bak | Danemark | Dimension Data | 1        |
| modifier |          |          |                |          |

### Prix de la combativité
- Alexis Gougeard (AG2R La Mondiale)[10]

## Classements à l'issue de l'étape

### Classement général

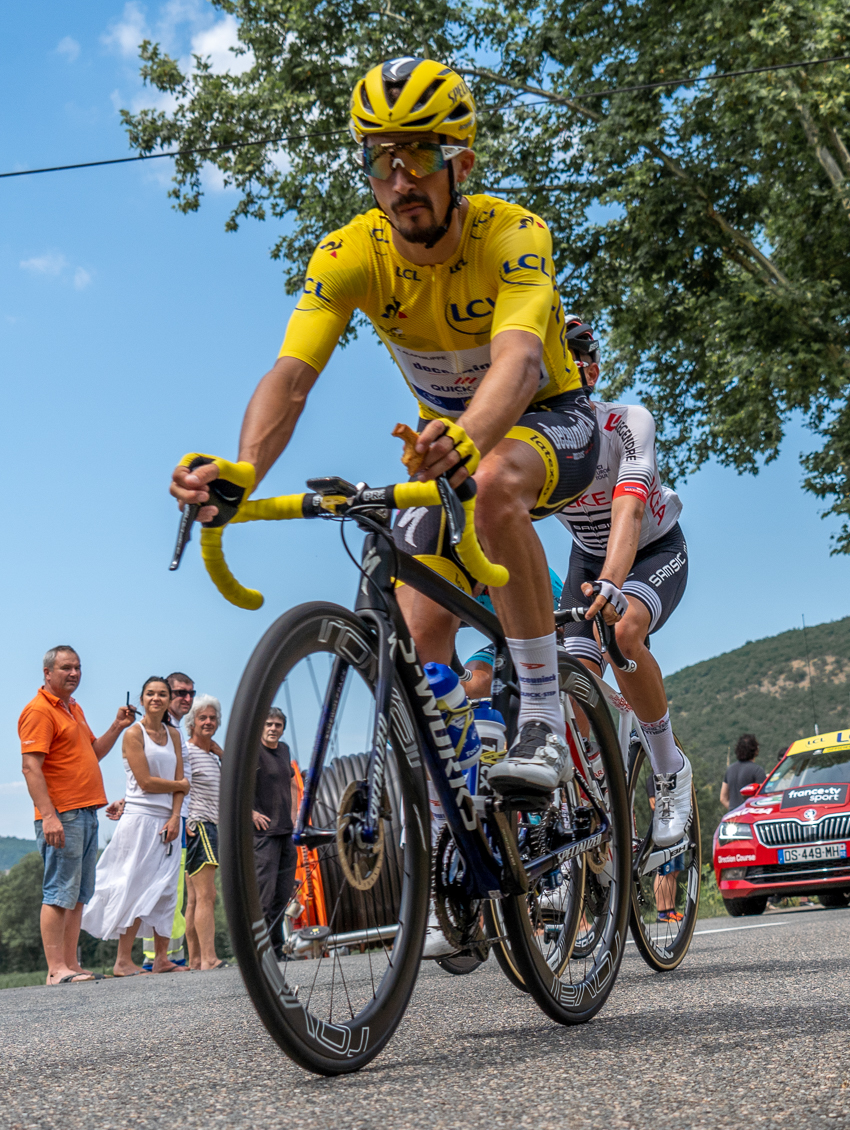
Julian Alaphilippe, porteur du maillot jaune.

Julian Alaphilippe conserve son maillot jaune et Richie Porte fait son entrée dans le top 10 à la suite de l'abandon de Jakob Fuglsang, 9e.
| Classement général | Classement général | Classement général | Classement général    | Classement général  |
|                    | Coureur            | Pays               | Équipe                | Temps               |
| ------------------ | ------------------ | ------------------ | --------------------- | ------------------- |
| 1er                | Julian Alaphilippe | France             | Deceuninck-Quick Step | en 64 h 57 min 30 s |
| 2e                 | Geraint Thomas     | Royaume-Uni        | Ineos                 | + 1 min 35 s        |
| 3e                 | Steven Kruijswijk  | Pays-Bas           | Jumbo-Visma           | + 1 min 47 s        |
| 4e                 | Thibaut Pinot      | France             | Groupama-FDJ          | + 1 min 50 s        |
| 5e                 | Egan Bernal        | Colombie           | Ineos                 | + 2 min 2 s         |
| 6e                 | Emanuel Buchmann   | Allemagne          | Bora-Hansgrohe        | + 2 min 14 s        |
| 7e                 | Mikel Landa        | Espagne            | Movistar              | + 4 min 54 s        |
| 8e                 | Alejandro Valverde | Espagne            | Movistar              | + 5 min 0 s         |
| 9e                 | Rigoberto Urán     | Colombie           | EF Education First    | + 5 min 33 s        |
| 10e                | Richie Porte       | Australie          | Trek-Segafredo        | + 6 min 30 s        |
| 11e                | Warren Barguil     | France             | Arkéa-Samsic          | + 7 min 22 s        |
| 12e                | Nairo Quintana     | Colombie           | Movistar              | + 9 min 30 s        |
| 13e                | Dan Martin         | Irlande            | UAE                   | + 11 min 39 s       |
| 14e                | Roman Kreuziger    | Tchéquie           | Dimension Data        | + 12 min 6 s        |
| 15e                | Guillaume Martin   | France             | Wanty-Gobert          | + 13 min 42 s       |
| modifier           |                    |                    |                       |                     |

### Classement par points

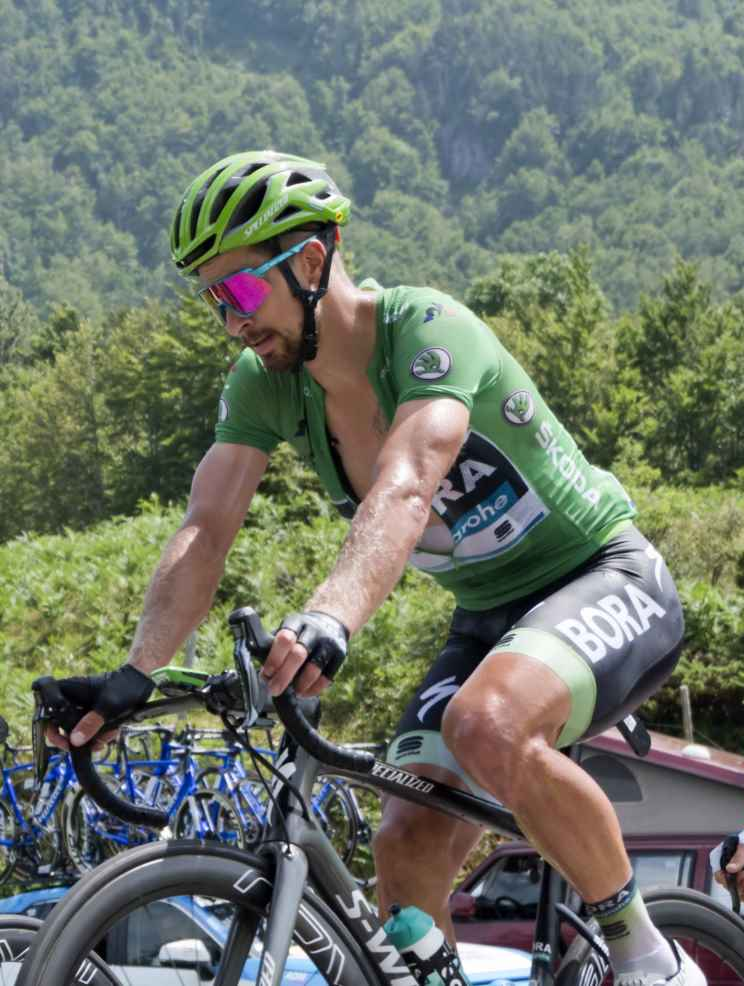
Peter Sagan, porteur du maillot vert.

Peter Sagan conserve le maillot vert à l'issue de l'étape. Elia Viviani passe en 2e position devant Sonny Colbrelli et Michael Matthews.
| Classement par points | Classement par points | Classement par points | Classement par points | Classement par points |
| --------------------- | --------------------- | --------------------- | --------------------- | --------------------- |
|                       | Coureur               | Pays                  | Équipe                | Point(s)              |
| 1er                   | Peter Sagan           | Slovaquie             | Bora-Hansgrohe        | 309 points            |
| 2e                    | Elia Viviani          | Italie                | Deceuninck-Quick Step | 224 pts               |
| 3e                    | Sonny Colbrelli       | Italie                | Bahrain-Merida        | 203 pts               |
| 4e                    | Michael Matthews      | Australie             | Sunweb                | 201 pts               |
| 5e                    | Caleb Ewan            | Australie             | Lotto-Soudal          | 198 pts               |
| 6e                    | Jasper Stuyven        | Belgique              | Trek-Segafredo        | 142 pts               |
| 7e                    | Matteo Trentin        | Italie                | Mitchelton-Scott      | 130 pts               |
| 8e                    | Julian Alaphilippe    | France                | Deceuninck-Quick Step | 117 pts               |
| 9e                    | Dylan Groenewegen     | Pays-Bas              | Jumbo-Visma           | 116 pts               |
| 10e                   | Greg Van Avermaet     | Belgique              | CCC                   | 101 pts               |
| modifier              |                       |                       |                       |                       |

### Classement du meilleur jeune

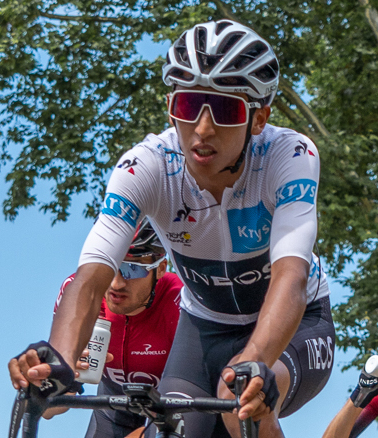
Egan Bernal, porteur du maillot blanc.

Egan Bernal conserve le maillot blanc à l'issue de l'étape. Les positions des 10 premiers du classement restent les mêmes.
| Classement général du meilleur jeune | Classement général du meilleur jeune | Classement général du meilleur jeune | Classement général du meilleur jeune | Classement général du meilleur jeune |
|                                      | Coureur                              | Pays                                 | Équipe                               | Temps                                |
| ------------------------------------ | ------------------------------------ | ------------------------------------ | ------------------------------------ | ------------------------------------ |
| 1er                                  | Egan Bernal                          | Colombie                             | Ineos                                | en 64 h 59 min 32 s                  |
| 2e                                   | David Gaudu                          | France                               | Groupama-FDJ                         | + 13 min 31 s                        |
| 3e                                   | Enric Mas                            | Espagne                              | Deceuninck-Quick Step                | + 42 min 0 s                         |
| 4e                                   | Laurens De Plus                      | Belgique                             | Jumbo-Visma                          | + 49 min 15 s                        |
| 5e                                   | Giulio Ciccone                       | Italie                               | Trek-Segafredo                       | + 51 min 24 s                        |
| 6e                                   | Gregor Mühlberger                    | Autriche                             | Bora-Hansgrohe                       | + 51 min 49 s                        |
| 7e                                   | Lennard Kämna                        | Allemagne                            | Sunweb                               | + 1 h 17 min 46 s                    |
| 8e                                   | Tiesj Benoot                         | Belgique                             | Lotto-Soudal                         | + 1 h 21 min 45 s                    |
| 9e                                   | Gianni Moscon                        | Italie                               | Ineos                                | + 1 h 35 min 29 s                    |
| 10e                                  | Søren Kragh Andersen                 | Danemark                             | Sunweb                               | + 1 h 38 min 31 s                    |
| modifier                             |                                      |                                      |                                      |                                      |

### Classement du meilleur grimpeur

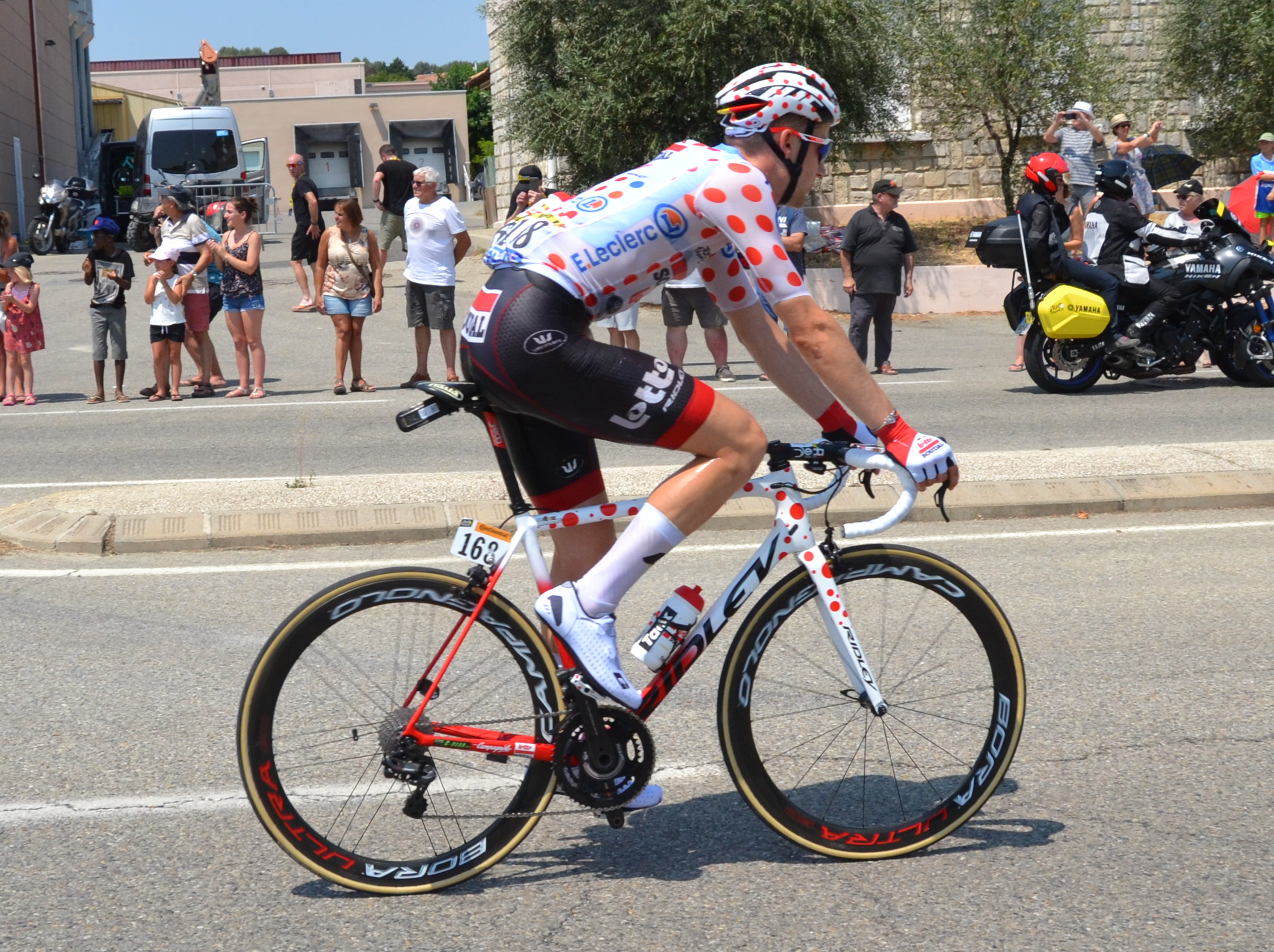
Tim Wellens, porteur du maillot à pois.

Tim Wellens conserve son maillot à pois à l'issue de l'étape. Les positions des 10 premiers du classement restent les mêmes.
| Classement du meilleur grimpeur | Classement du meilleur grimpeur | Classement du meilleur grimpeur | Classement du meilleur grimpeur | Classement du meilleur grimpeur |
| ------------------------------- | ------------------------------- | ------------------------------- | ------------------------------- | ------------------------------- |
|                                 | Coureur                         | Pays                            | Équipe                          | Point(s)                        |
| 1er                             | Tim Wellens                     | Belgique                        | Lotto-Soudal                    | 64 points                       |
| 2e                              | Thibaut Pinot                   | France                          | Groupama-FDJ                    | 50 pts                          |
| 3e                              | Thomas De Gendt                 | Belgique                        | Lotto-Soudal                    | 37 pts                          |
| 4e                              | Julian Alaphilippe              | France                          | Deceuninck-Quick Step           | 33 pts                          |
| 5e                              | Giulio Ciccone                  | Italie                          | Trek-Segafredo                  | 30 pts                          |
| 6e                              | Simon Yates                     | Royaume-Uni                     | Mitchelton-Scott                | 29 pts                          |
| 7e                              | Xandro Meurisse                 | Belgique                        | Wanty-Gobert                    | 27 pts                          |
| 8e                              | Steven Kruijswijk               | Pays-Bas                        | Jumbo-Visma                     | 24 pts                          |
| 9e                              | Emanuel Buchmann                | Allemagne                       | Bora-Hansgrohe                  | 24 pts                          |
| 10e                             | Natnael Berhane                 | Érythrée                        | Cofidis                         | 20 pts                          |
| modifier                        |                                 |                                 |                                 |                                 |

### Classement par équipes

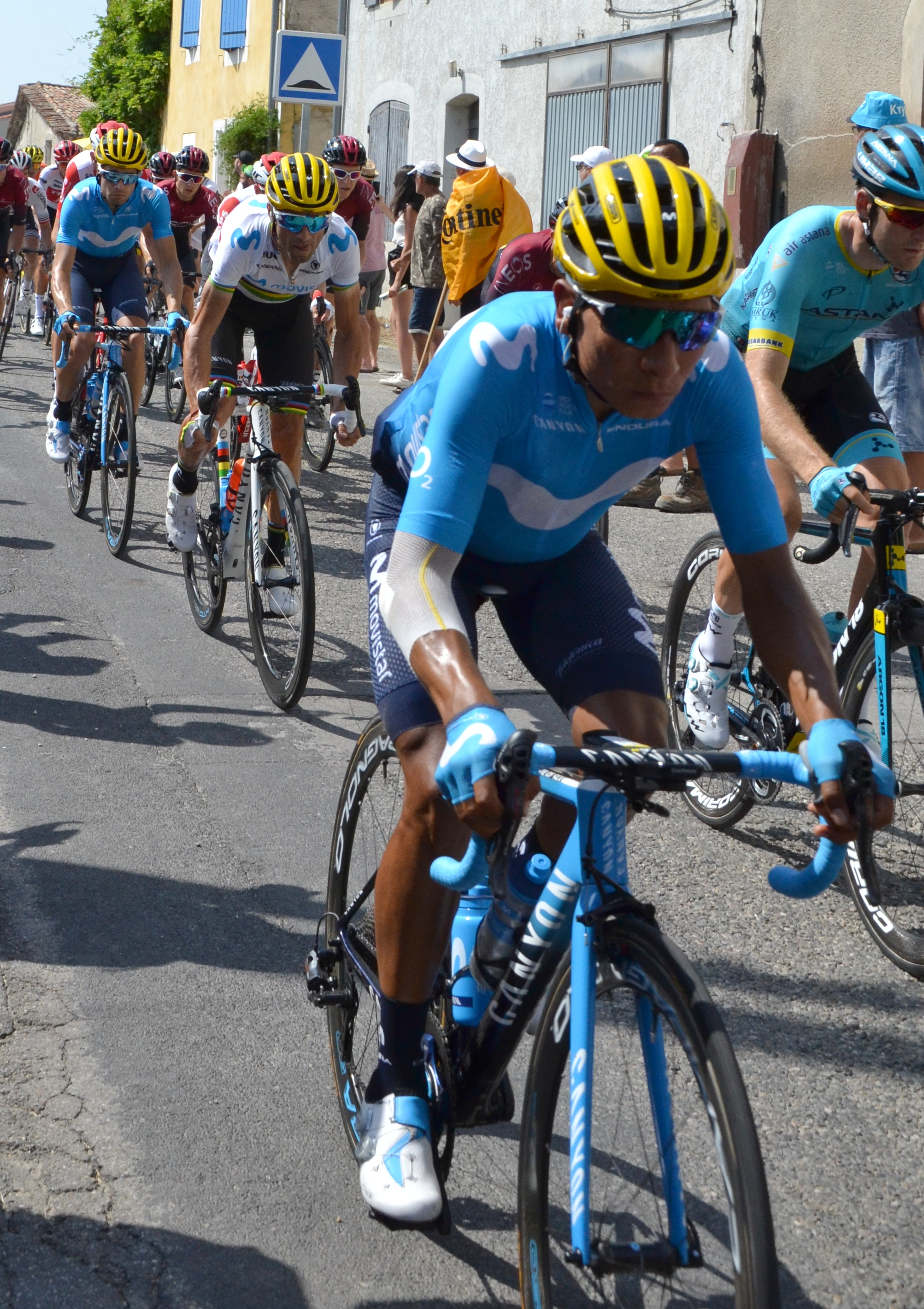
Trois coureurs Movistar portant le casque jaune de leader du classement par équipes.

L'équipe Movistar garde sa première place du classement par équipes à l'issue de l'étape. Les positions des 5 premières équipes du classement restent les mêmes.
| Classement par équipes | Classement par équipes | Classement par équipes | Classement par équipes |
|                        | Équipe                 | Pays                   | Temps                  |
| ---------------------- | ---------------------- | ---------------------- | ---------------------- |
| 1re                    | Movistar               | Espagne                | en 195 h 19 min 44 s   |
| 2e                     | Trek-Segafredo         | États-Unis             | + 30 min 45 s          |
| 3e                     | Ineos                  | Royaume-Uni            | + 30 min 54 s          |
| 4e                     | Groupama-FDJ           | France                 | + 37 min 24 s          |
| 5e                     | Jumbo-Visma            | Pays-Bas               | + 50 min 8 s           |
| 6e                     | EF Education First     | États-Unis             | + 59 min 46 s          |
| 7e                     | Bora-Hansgrohe         | Allemagne              | + 1 h 0 min 32 s       |
| 8e                     | AG2R La Mondiale       | France                 | + 1 h 8 min 46 s       |
| 9e                     | Mitchelton-Scott       | Australie              | + 1 h 9 min 3 s        |
| 10e                    | UAE Emirates           | Émirats arabes unis    | + 1 h 15 min 38 s      |
| modifier               |                        |                        |                        |

## Abandons
- Wilco Kelderman (Sunweb) : non-partant
- Jakob Fuglsang (Astana) : abandon[23]

## Le maillot jaune du jour
Chaque jour, un maillot jaune différent est remis au leader du classement général, avec des imprimés rendant hommage à des coureurs ou à des symboles qui ont marqué l'histoire de l'épreuve, à l'occasion du centième anniversaire du maillot jaune.
Pour cette étape, ce sont les arènes de Nîmes qui sont représentées sur le maillot jaune du jour.

## Autour de la course

### Course au profit de Mécénat Chirurgie Cardiaque
Plusieurs personnalités comme Nelson Montfort, Paul Belmondo, Sylvie Tellier, Satya Oblette, Mickaël Landreau, Laurent Maistret, etc. ont pris part à l'étape du cœur où ils ont parcouru une boucle de 40 kilomètres. Le jour précédent, ils avaient participé à un tournoi de pétanque pour l'association Mécénat Chirurgie Cardiaque.

### Circulation
La circulation et le stationnement sont interdits pendant la course sur l’ensemble du parcours de l’étape.

### Animation
Un Fan park est ouvert dans la ville pendant trois jours avec différentes animations : spectacles, expositions, diffusions de films.

### Caravane publicitaire
Le départ de la caravane se fait devant les arènes de Nîmes à 11 h 20 et l'arrivée vers 15 h 37 devant le centre commercial Les 7 collines. Au départ et à l'arrivée, les différentes marques distribuent des goodies à pied ou à l’aide de petits véhicules électriques. Il y a cette année 180 véhicules dans la caravane, pour 32 marques représentées. Parmi elles, Haribo, dont l'usine de production est située à Uzès.

### Cadets-Juniors
8 coureurs cadets parcourent les 30 premiers et les 30 derniers kilomètres en ouverture de la caravane, ce sont : Corentin Lepessec, Louis Salze, Hugo Cots, Baptiste Romero, Adrien Jacquet, Elouan Pradeilles, Simon Causera et Léon Le Bars. Ils sont accompagnés de leur directeur sportif, Yann Lequeux.

### Météo
À la suite d'une vague de chaleur en France, les températures sont caniculaires pour cette étape. Il fait 35° au départ alors qu'entre 15 h et 17 h, les températures seront les plus élevées avec un maximum de 38° vers 15 h 50. La température à l'arrivée est de 35°. Le vent de sud est de l'ordre de 25 km/h.

### Médiatisation
En France, l'étape est diffusée en intégralité sur France Télévisions et sur Eurosport. De nombreux autres médias (télévisions, radios, presse) français et internationaux sont en duplex depuis la région nîmoise pour retransmettre l'étape.